# فيليب هوفمان (لاعب كرة قدم ألماني)
فيليب هوفمان (بالألمانية: Philipp Hofmann)‏ (30 مارس 1993 في ألمانيا - ) هو لاعب كرة قدم ألماني في مركز الهجوم. شارك مع منتخب ألمانيا لكرة القدم تحت 18 سنة ومنتخب ألمانيا تحت 19 سنة لكرة القدم ومنتخب ألمانيا تحت 20 سنة لكرة القدم ومنتخب ألمانيا تحت 21 سنة لكرة القدم. أما مع النوادي، فقد لعب مع إنغولشتات 04 وبادربورن 07 وشالكه 04 ونادي برينتفورد ونادي كايزرسلاوترن و1. FC Kaiserslautern II ‏ وشالكه 04 ب وFC Ingolstadt 04 II ‏.

## وصلات خارجية
- فيليب هوفمان على موقع الاتحاد الأوربي (الإنجليزية)
- فيليب هوفمان على موقع قاعدة بيانات كرة القدم.إي يو (الإنجليزية)
- فيليب هوفمان على موقع بيانات كرة القدم. دي إي (الألمانية)
- فيليب هوفمان على موقع Soccerbase.com (لاعب) (الإنجليزية)
- فيليب هوفمان على موقع Soccerway.com (الإنجليزية)
- فيليب هوفمان على موقع عالم كرة القدم.نت (الإنجليزية)
- فيليب هوفمان على موقع AS.com (الإسبانية)